# Володин, Андрей Александрович
Андрей Александрович Воло́дин (26 сентября 1914, Москва — 12 февраля 1981, там же) — российский инженер-акустик, психолог, изобретатель, педагог. Доктор психологических наук (1973).

## Очерк жизни и творчества
Отец (Александр Петрович Володин) и мать (Александра Алексеевна Карасёва) Володина были художниками. В 1940 году Володин окончил Московский институт инженеров связи. Карьера Володина тесно связана с Московской консерваторией, в которой он работал в 1938-40 гг. лаборантом в Акустической лаборатории, а с 1975 года до конца жизни преподавал новый курс — музыкальную психологию. Среди учеников Е. В. Назайкинский.
В 60-х - 70-х годах Володин работал в должности ведущего инженера на Московском Радиозаводе (МРЗ), был начальником конструкторского бюро. Володину принадлежат более 40 патентов на изобретения в области радиопромышленности. Одним из таких изобретений был транзисторный радиоприемник "Сокол".
В 1935 году Володин сконструировал одноголосный электромузыкальный инструмент, дал ему название «Экводин». В отличие от терменвокса, способ исполнения на экводине был «контактным». В первых моделях инструмента гибкое (почти вокальное) интонирование обеспечивалось горизонтальным грифом, управляя которым, исполнитель мог извлекать звуки произвольной высоты. Для ориентации исполнителя вдоль грифа была расположена контрольная линейка наподобие монохорда — с разметкой по темперированным полутонам. В послевоенных модификациях экводина акцент сместился со «смычкового» способа игры на «клавишный» — именно клавиатура гарантировала мгновенное и точное переключение с одного звука на другой. Так, уже экводин модификации «В-8» (1949) был по существу клавишным аналоговым синтезатором с 12 тембрами, в том числе, имитировавшими звучание кларнета, фагота, скрипки, английского рожка. Микротоновые «живые» изменения высоты и вибрато реализовывались также с клавиатуры (по выражению автора, «пальцевая вибрация»). Глиссандо же осуществлялось с помощью особой педали. В 1949 году Володин с успехом демонстрировал этот инструмент на расширенном совещании Акустической комиссии АН СССР.
В 1958 году экводин «В-9» был представлен на Всемирной выставке в Брюсселе, где был удостоен золотой медали, и золотой медали ВДНХ СССР в Москве. В 1966 году одна из модификаций экводина получила медаль на всемирной выставке в Осаке (Япония).
Последняя прижизненная модификация (по-прежнему одноголосного) эвкодина с клавиатурой в три октавы с регистровыми переключателями, описанная автором в 1970 году, носила индекс «В-11». Важной особенностью клавиатуры экводина являлась система вибрационной чувствительности. Инструмент мог воспроизводить различные тембры, соответственно имитируя звучание различных инструментов (ударных, смычковых, духовых).
В течение примерно 30 лет (наиболее активно в конце 50-х и начале 60-х гг.) экводин использоваля в концертной практике, на радио и в драмтеатре, в кино. В 1950-х гг. он звучал в ансамбле электромузыкальных инструментов И. М. Варовича, в 1960-е — в аналогичном по типу ансамбле В. Мещерина. Композиторы М. Вайнберг, Н. Крюков, А. Петров применяли экводин в своей киномузыке, например, в фильмах «Последний дюйм» (1958), «Неотправленное письмо» (1959), «Человек-амфибия» (1961), «Суд сумасшедших» (1962). При этом экводин так и не был запущен в массовое производство.
В научных исследованиях А. А. Володин опирался на созданную им психологическую концепцию звукослуховой целостности, согласно которой сложный колебательный процесс несёт в себе информацию сразу обо всех свойствах звучания — высоте звука, его тембре, громкости, локализации и т. д. По результатам исследований Володина, ощущение высоты человеком создаётся основным тоном вместе с первыми 8-9 гармониками, входящими в натуральный звукоряд. Резонансные контуры музыкального инструмента Володин рассматривал как чередование формант с глухими участками (называл их «антиформантами»). Проведя акустические измерения музыкальных инструментов, он пришёл к выводу, что музыкальность звука заключается, в частности, в консонантной согласованности обертонов. Итоговый научный труд Володина «Психологические аспекты восприятия музыкальных звуков» был в 1972 году защищён в Москве как кандидатская, а в 1973 году как докторская диссертация.
В 1970 в издательстве «Энергия» была опубликована книга Володина «Электронные музыкальные инструменты», с акцентом на технических особенностях синтеза звука и конструирования электромузыкальных инструментов. Опубликованная в 1979 в издательстве «Музыка» монография Володина «Электромузыкальные инструменты», в которой автор проводит типологию электрофонов и описывает более полусотни конкретных исторических образцов, — в большей степени просветительская работа, адресованная не столько инженерам и производственникам, сколько музыкантам.

## Труды (выборка)
- Роль гармонического спектра в восприятии высоты и тембра звука // Музыкальное искусство и наука. М., 1970. Вып. 1.
- Психологические аспекты восприятия музыкальных звуков. Дисс. канд. психологических наук. М., 1972.
- О восприятии переходных процессов музыкальных звуков // Вопросы психологии 1972, № 4, с.51-60.
- Электронные музыкальные инструменты. М.: Энергия, 1970. 144 с.
- Электромузыкальные инструменты. М.: Музыка, 1979. 182 с.